# Getto w Nowinach Brdowskich
Getto w Nowinach Brdowskich, Getto w Bugaju-Nowinach Brdowskich (hebr. נוביני ברדובסקיה, niem. Judische Kolonie Bugitten und Neuhagen) – getto żydowskie działające od października 1940 do 1 stycznia 1942, założone przez hitlerowców we wsiach Nowiny Brdowskie i Bugaj.

## Historia
Podczas niemieckiej okupacji nazwa wsi Nowiny Brdowskie została zmieniona na Neuhagen, a Bugaj na Bugitten. 
Od października 1940 do 1 stycznia 1942 roku z inicjatywy hitlerowców, na terenie tych dwóch wsi działało getto wiejskie, do którego przywożono Żydów z okolicznych miejscowości, przede wszystkim z Koła i Babiaka. Ponadto w getcie przebywali pojedynczy Żydzi z Brdowa i Izbicy Kujawskiej. Getto w Nowinach Brdowskich nazywano „Dorfgetto” (czyli „Wieś-getto”) oraz „Judische Kolonie Bugitten und Neuhagen” (Kolonia żydowska Bugaj i Nowiny Brdowskie). Getto było zlokalizowane na terenie dwóch sąsiednich wsi, w 165 domach dawniej zamieszkałych przez polskich chłopów. Powierzchnia getta wynosiła 300 hektarów. 2 października 1940 roku z terenu przeznaczonego na getto wysiedlono prawie całą ludność polską, wysyłając ją pieszo do Brdowa i kwaterując ją na terenie tamtejszego klasztoru. Następnie część osób trafiło do Izbicy Kujawskiej, gdzie przetrzymywano ich w budynku synagogi. Po badaniach lekarskich w Kole młode i zdrowe osoby zostały oddzielone od reszty i wysłane do Niemiec w roli robotników przymusowych. Duża część mieszkańców zamieszkała w Babiaku.
2 października 1940 w getcie osiedlono 150 rodzin żydowskich z Koła i 50 rodzin z Babiaka. Było to około 1000 osób. W skład Judenratu getta weszli prezes Izrael Warnburn (oficjalnie nazywany burmistrzem), sekretarz (wiceprezes) Nojman, aprowizator Beatus oraz Krotowski i Prost z Babiaka (według Przemysława Nowickiego dwaj ostatni zastąpili Rzeszewskiego i Brawmana, którzy weszli w skład Judenratu na początku jego działalności). W 1941 roku w skład Judenratu weszli jeszcze Frisz, Laskowski (współpracownik gestapo), bracia Lancman oraz ich szwagier, Kiwe (uchodźcy ze Śremu). Judenrat utrzymywał kontakty z Radą Żydowską w getcie kolskim, od której pozyskiwał artykuły spożywcze. Pomoc uzyskiwano również z Jointu. Nojman został przesiedlony do getta warszawskiego, gdzie złożył relację spisaną w archiwum Ringelbluma przez Daniela Fligelmana, pt. Koło (Z opowiadań młodego Żyda).
Więźniowie getta byli wykorzystywani do pracy na roli oraz zalesiania pobliskich terenów, w późniejszym okresie pracowali prawdopodobnie w folwarkach i w innych miejscach w gminie Babiak. Żydzi utrzymywali się z wyprzedawania swojego mienia mieszkańcom okolicznych wsi. Do getta należało 7 koni oraz drób i kozy. Judenrat planował rozszerzyć działalność getta poprzez pozyskanie koni, kur i innych zwierząt oraz poprzez hodowanie ziemniaków, kukurydzy, tytoniu oraz ziół leczniczych i innych roślin. 30 grudnia 1940 roku w getcie przebywało 736 Żydów, w tym 24 uchodźców, pochodzących m.in. z Bydgoszczy, Śremu, Gdańska i Hamburga. W Nowinach Brdowskich pozostawiono 7 polskich gospodarzy – robotników leśnych. 
W styczniu (prawdopodobnie 13 stycznia) 1942 wszystkich pozostałych Żydów, w liczbie około 600 osób, przewieziono do obozu zagłady w Chełmnie nad Nerem. Tam poddano ich masowej eksterminacji. W getcie w Bugaju–Nowinach Brdowskich przebywał Mordechaj Podchlebnik, który wraz z grupą innych mężczyzn został kilka dni wcześniej wysłany do Chełmna, gdzie został grabarzem. Był jedną z osób, którym udało się uciec z obozu zagłady w Chełmnie.
Po likwidacji getta wszystkie budynki zostały wyburzone, a na miejscu getta zasadzono las.
Nieznana jest liczba ofiar getta w Nowinach Brdowskich, grób ze szczątkami pomordowanych został zbezczeszczony w latach 70. XX wieku. Współcześnie nie istnieje żadne miejsce pamięci poświęcone ofiarom getta nowińskiego, choć obecnie czynione są zabiegi prowadzące do wystawienia tablicy pamiątkowej. W 2020 roku, pod patronatem Towarzystwa Przyjaciół Ziemi Brdowskiej, wydana została publikacja autorstwa Alberta Górniaka opowiadająca zarys historii tego miejsca. 

## Wybrane osoby przebywających w getcie w Nowinach Brdowskich
- Chaja Alpert – urodziła się w 1879 roku w Łodzi. Była córką Michała i Tauby. Żoną Szmuela. Przed II wojną światową mieszkała w Babiaku. W czasie wojny była w Nowinach Brdowskich. Zamordowana w Chełmnie.
- Szmuel Alpert – urodził się w 1880 roku w Końskich, syn Chaji i Lajba; z zawodu krawiec. W czasie II wojny światowej przebywał w Nowinach Brdowskich. W wieku 60 lat zamordowany. Zamordowany w Chełmnie.
- Hendel Alpert – urodziła się w Polsce, zamordowana w wieku 17 lat. Córka Szmuela. W czasie wojny przebywała w Nowinach Brdowskich. Zamordowana w Chełmnie.
- Tobeia Alpert – urodziła się w 1912 roku w Łodzi, z zawodu krawcowa, niezamężna. W czasie II wojny światowej przebywała w Nowinach Brdowskich, wcześniej mieszkała w Babiaku. Zamordowana w Chełmnie.
- Arie Beker – urodził się w 1903 roku w Kole, syn Hadasy i Yaakova. Z zawodu szewc. Przed II wojną światową mieszkał w Nowinach Brdowskich. Zamordowany w Poznaniu.
- Hirsh Beker – urodził się w 1930 roku, syn Yechiela i Bilhi. Przed II wojną światową mieszkał na terenie Polski, w czasie II wojny światowej przebywał w Nowinach Brdowskich. Zamordowany jako dziecko w miejscu nieznanym.
- Yechiel Beker – urodził się w 1900 w Ozorkowie. Z zawodu krawiec, żonaty z Bilhą. Mieszkał w Polsce, w czasie II wojny światowej przebywał w Nowinach Brdowskich. Zamordowany w Chełmnie nad Nerem.
- Fishel Beker – urodził się w 1921 roku, syn Yechiela i Bilhi. W czasie II wojny światowej przebywał w Nowinach Brdowskich. Zamordowany w miejscu nieznanym.
- Rachel Lisek – urodziła się w 1891 roku w Kole. Córka Rafaela. Z zawodu kapeluszniczka. Była zamężna. Przed wojną mieszkała w Kole. W czasie II wojny światowej przebywała w Nowinach Brdowskich. Zamordowana w 1942 w Chełmnie.
- Leib Lisek – urodził się w 1890, w Kole. Był kupcem, żonaty. Zamordowany w Nowinach Brdowskich.
- Abraam Lupa – urodził się w 1883 w Kole. Syn Rafaela i Khany. Z zawodu krawiec. W czasie II wojny światowej przebywał w Nowinach Brdowskich. Zamordowany w 1942 roku w Chełmnie.
- Mania Szwarc – urodziła się w Kole w 1902 roku. Córka Hadasy i Yaakova; gospodyni domowa. W czasie II wojny światowej przebywała w Nowinach Brdowskich. Zamordowana w Chełmnie[8].